# اریک ملبین
اریک ملبین (انگلیسی: Erik Mellbin؛ ۳۰ ژوئن ۱۹۰۱ – ۳۰ اکتبر ۱۹۵۵ (aged 54)) قایقران قایق بادبانی اهل سوئد بود.